# Rischiare grosso
(Nassim Nicholas Taleb, Rischiare grosso)
Rischiare grosso è un saggio del filosofo, statistico e matematico Nassim Nicholas Taleb pubblicato nel 2018.
La principale tesi esposta in questo libro è che correre dei rischi in prima persona - e condividerli equamente fra tutti - sia un elemento imprescindibile per una società etica e funzionale e, più in generale, per comprendere a fondo la realtà circostante.

## Asimmetria
L'autore constata come nella società moderna vi siano alcuni soggetti che, pur non rischiando mai nulla in prima persona, hanno il potere di prendere decisioni che impattano significativamente sulla vita di altri individui, godendo inoltre di un prestigio sociale e di retribuzioni sproporzionate e ingiustificate: Taleb ascrive a questa categoria i politici, i burocrati, i militari di altro grado, i dirigenti di grandi aziende, i docenti universitari e gli economisti. Una società così strutturata - con una enorme asimmetria (o disuguaglianza) tra chi non rischia nulla e chi deve farsi carico anche dei rischi altrui - secondo l'autore è destinata ad implodere se non riesce a correggere in tempo tali storture. 

## Collana
Rischiare grosso fa parte della serie di saggi filosofici Incerto, che include Giocati dal caso, Il cigno nero, Il letto di procuste e Antifragile.

## Edizioni
- Nassim Nicholas Taleb, Rischiare grosso, traduzione di Marco Cupellaro, il Saggiatore, 2018,  p. 307.